# النواحي العسكرية في الجزائر

النواحي العسكرية بالجزائر

المرسوم (رقم 84 ـ 358) مؤرخ في 5 ربيع الأول عام 1405 الموافق 28 نوفمبر سنة 1984 يتضمن إعادة التنظيم الإقليمي للنواحي العسكرية الجزائرية.
المادة 1: يقسم التراب الوطني إلى ست نواح عسكرية، تتفرع كل واحدة منها إلى قطاعات.
المادة 2: تضم الناحية العسكرية الأولى: التي يوجد مقر قيادتها بالبليدة وتضم قطاعات البليدة، الجزائر العاصمة، المدية، تيزي وزو، الشلف، الجلفة، البويرة، المسيلة، عين الدفلى، بومرداس، تيبازة، التي تكون حدودها المتتالية هي نفس حدود الولايات التي تحمل نفس الاسم.
المادة 3: تضم الناحية العسكرية الثانية: التي يوجد مقر قيادتها بوهران وتضم قطاعات وهران، معسكر، سعيدة، تلمسان، مستغانم، سيدي بلعباس، تيارت، عين تموشنت، البيض، النعامة، غليزان، تيسمسيلت، التي تكون حدودها المتتالية هي نفس حدود الولايات التي تحمل نفس الاسم.
المادة 4: تضم الناحية العسكرية الثالثة: التي يوجد مقر قيادتها ببشار وتضم قطاعات بشار وتندوف ، التي وحدود كل منهما هي نفس حدود الولايتين اللتين تحملان نفس الاسم.
المادة 5: تضم الناحية العسكرية الرابعة: التي يوجد مقر قيادتها بورقلة وتضم قطاعات ورقلة، بسكرة، الأغواط، الوادي، غرداية، إليزي، جانت، التي تكون حدودها المتتالية هي نفس حدود الولايات التي تحمل نفس الاسم و بلديتي جانت وبرج الحواس.
المادة 6: تضم الناحية العسكرية الخامسة: التي يوجد مقر قيادتها بقسنطينة وتضم قطاعات قسنطينة، عنابة، جيجل، سكيكدة، باتنة، قالمة، سطيف، تبسة، بجاية، أم البواقي، برج بوعريريج، الطارف، خنشلة، ميلة، سوق أهراس، التي تكون حدودها المتتالية هي نفس حدود الولايات التي تحمل نفس الاسم.
المادة 7: تضم الناحية العسكرية السادسة: التي يوجد مقر قيادتها بتامنراست وتضم قطاعات تمنراست، ادرار ، التي تكون حدودها المتتالية هي نفس حدود الولايتين من نفس الاسم و بلديات عين صالح وعين غار وفقارة الزاوية.

## وصلات خارجية
- الموقع الرسمي للجيش الجزائري